# 鵜飼い大橋
鵜飼い大橋（うかいおおはし）は、岐阜県道77号岐阜環状線の途中、岐阜県岐阜市の長良川上に架かる斜張橋および箱桁橋である。この橋の南側には井ノ口トンネルが接続されている。名称は一般公募の中から選考された。

## 概要
- 供用開始 2003年3月20日
- 総工費 約102億円
- 延長 469m（斜張橋:154m、箱桁橋:315m）
- 幅員 28.3 - 29.1m
- 橋梁形式 鋼単径間斜張橋 + 鋼6径間連続非合成箱桁橋[1]
- 施工主体 岐阜県
- 住所 岐阜市長良雄総 - 岐阜市日野西

## 特徴

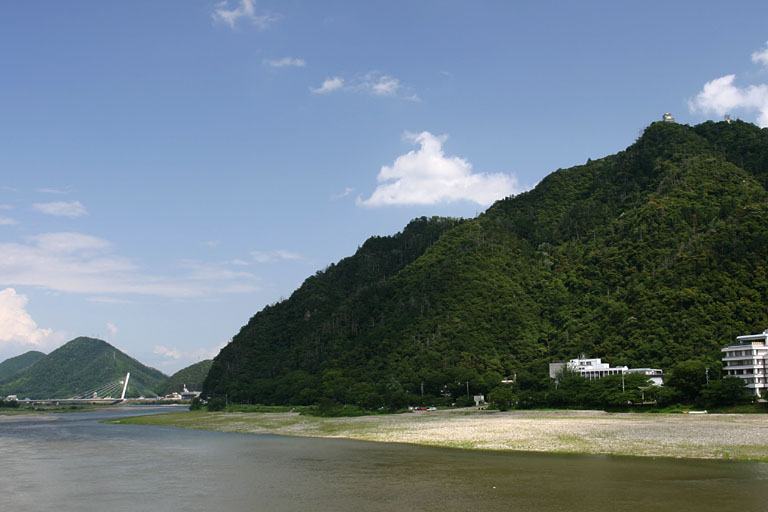
鵜飼い大橋（左奥）と金華山（右）

### 地理
川下を見て左岸側には金華山がそびえ、右岸側には長良川温泉街が広がっており、付近の河川敷はレクリエーション広場となっている。また、「長良川プロムナード計画」により長良川右岸をプロムナード（散策路）化されており、長良川鵜飼の観賞や花火大会の時には大勢の人でにぎわっている。

### 構造
水が流れている河川部分は斜張橋、河原の部分は箱桁橋という構成となっている。斜張橋は高さ60mの主塔が左岸の陸上にあり、地上から75度の角度で傾いている。また、通常は主塔の両側に橋の中心線と平行にケーブルを張るが、この橋のケーブルは主塔から3方向にケーブルが伸びている。河川側は通常の張り方だが、陸側のケーブルが橋の外側へと2方向に張ってあり、そのケーブルはひねってある。

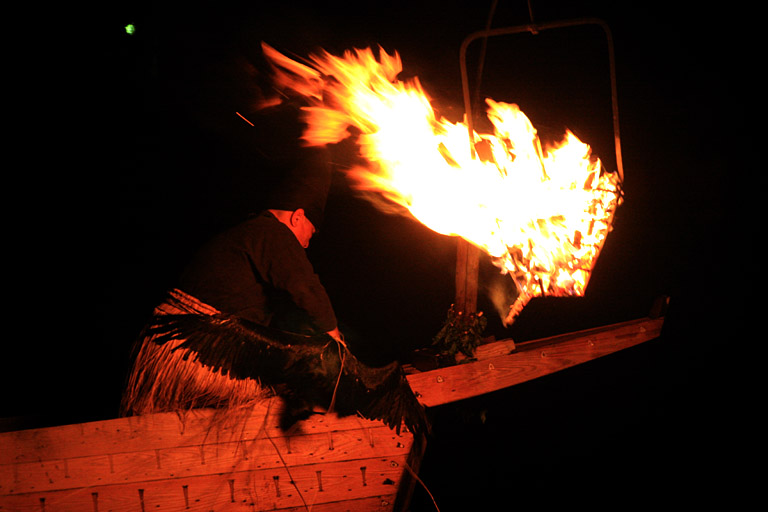
イメージとなった鵜飼い

### 鵜飼い
橋の名前にもあるように、この鵜飼い大橋と隣の長良橋との間で鵜飼いが行われる。漆黒の闇に浮かぶ鵜船のかがり火という幻想的な雰囲気を壊さないためや、鵜飼いで獲る鮎は光で驚かせて獲るので、そのため橋から光が漏れると鵜飼いの妨げとなってしまうので、車道の脇にはやや高めのコンクリートが続き、高欄照明が採用され、通行する車のライトや橋に関わる照明が橋の外に漏れて鵜飼いの邪魔にならないような工夫が施されている。そのため、車の中からは長良川の風景はあまり見られない。
この橋の一見変わった外見は主塔を鵜匠に、ケーブルを手綱に、橋桁を鵜船に見立てた造りになっており、鵜匠が舟の上から鵜を巧みに操ってアユを獲る様子を表している。
この橋の歩道からは川が見渡せるためシーズン中は鵜飼い見物を楽しむ人の姿が見られる。また、橋の中央部に小さなベンチがある。なお、橋脚にツル性植物をはわせたり、桜木の移植や太陽光発電を行ったりするなど、環境にも配慮している。

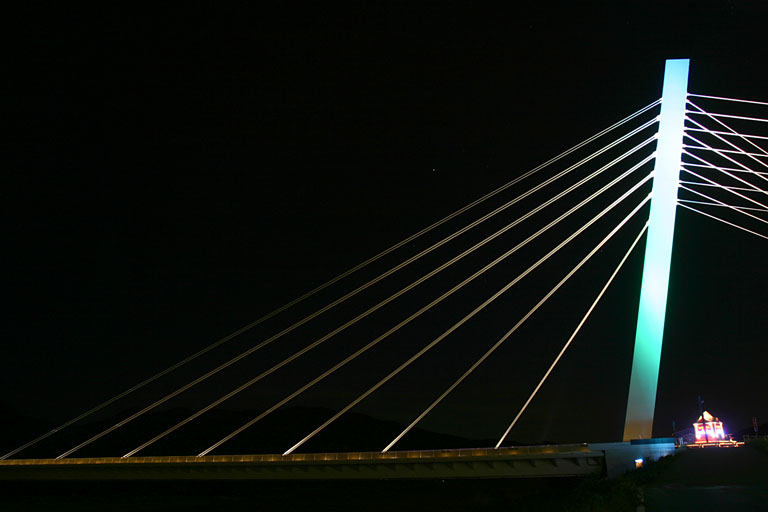
ライトアップの様子

### ライトアップ
世界的に著名な照明デザイナー石井幹子により、主塔は鵜飼が終わる時刻や開催時期以外になるとライトアップされ、夏は清流・長良川の涼しげな青・エメラルド色系のグラデーション、冬は暖かい黄色・オレンジ色系のグラデーションといった鮮やかな塔が浮かび上がる。冬の塔は鵜船のかがり火の色となっており、開催時期以外でも鵜飼を連想できるように工夫されている。この光は主塔からではなく、地上にある多くの投光器が照らしているので、水面に直接光が届くことはない。

## 交通事情
この付近の長良川に架かる橋として長良橋・千鳥橋があるが、岐阜市中心部に向かう車が多いラッシュ時には渋滞が絶えなかった。そこで、この2つの橋の間に渋滞解消として架けられたのが鵜飼い大橋である。この橋は、南側の井ノ口トンネルの先で国道156号に接続し、さらにその先で国道22号と繋がっている。国道22号・その先の国道19号は名古屋の中心部を貫いており、鵜飼い大橋の完成により名古屋へのアクセスの短縮にもなった。
当初は井ノ口トンネルは対面通行であったが、2006年1月に井ノ口トンネル東側に第二井ノ口トンネルが開通し、国道156号の交差点(立体交差)まで4車線化された。第二井ノ口トンネル開通以前は南行きは県道287号への分岐（井ノ口トンネル手前）で左車線が減少、北行きは井ノ口トンネルを出てすぐ2車線に増加していた。
またかつては第二井ノ口トンネルが開通した後も、国道156号と合流直後にある岩戸トンネルが片側1車線しかなく、同様に1車線しかない国道156号の道に合流していたことが原因で長い渋滞が発生していた。2008年3月に岩戸トンネルの4車線化工事が完了し、現在は渋滞は解消している。

## 表彰
- 第15回全国街路事業コンクール、全国街路事業促進協議会会長賞
- 平成15年度土木学会田中賞（作品部門）を受賞

## 写真

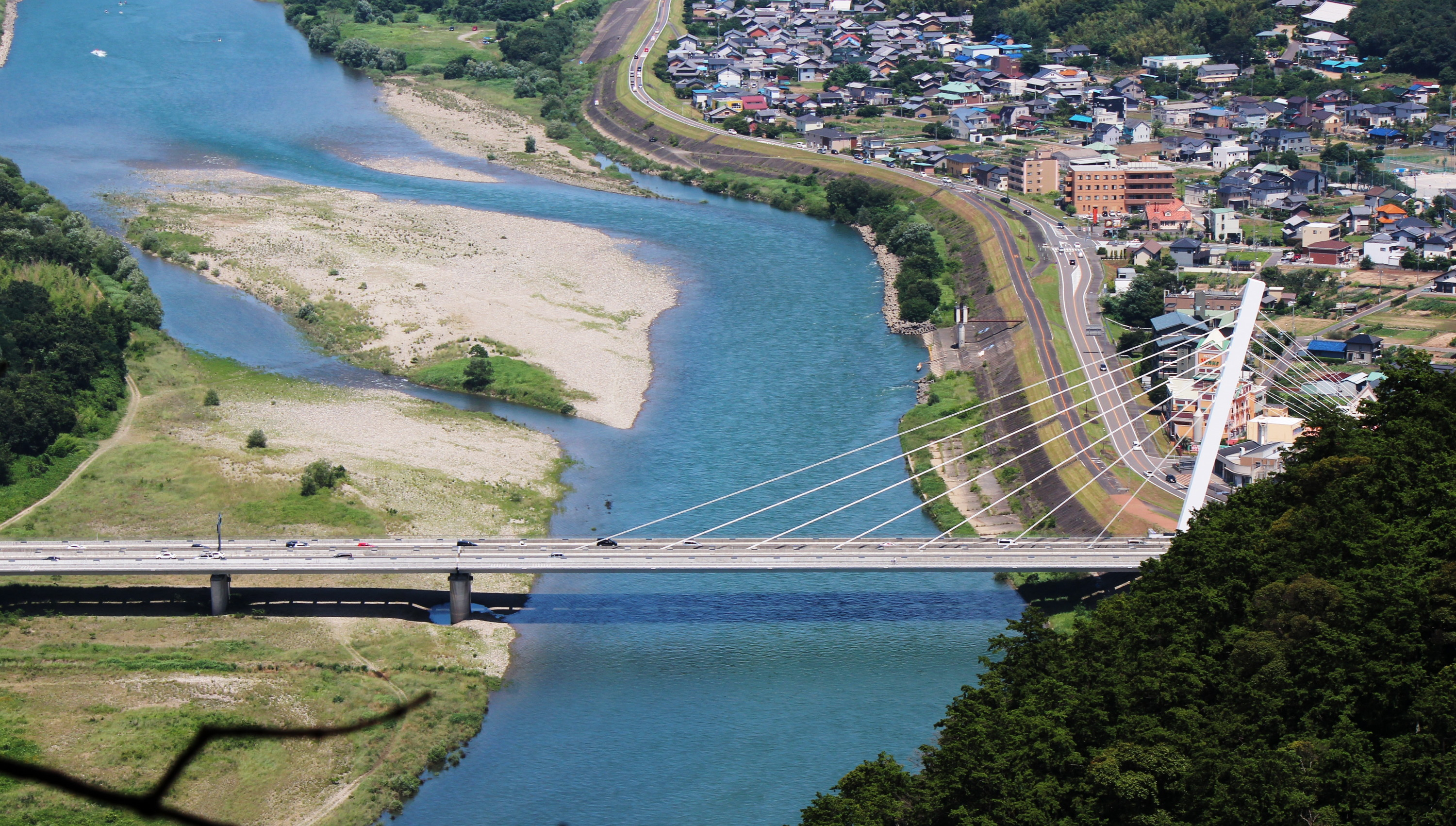
金華山方面より
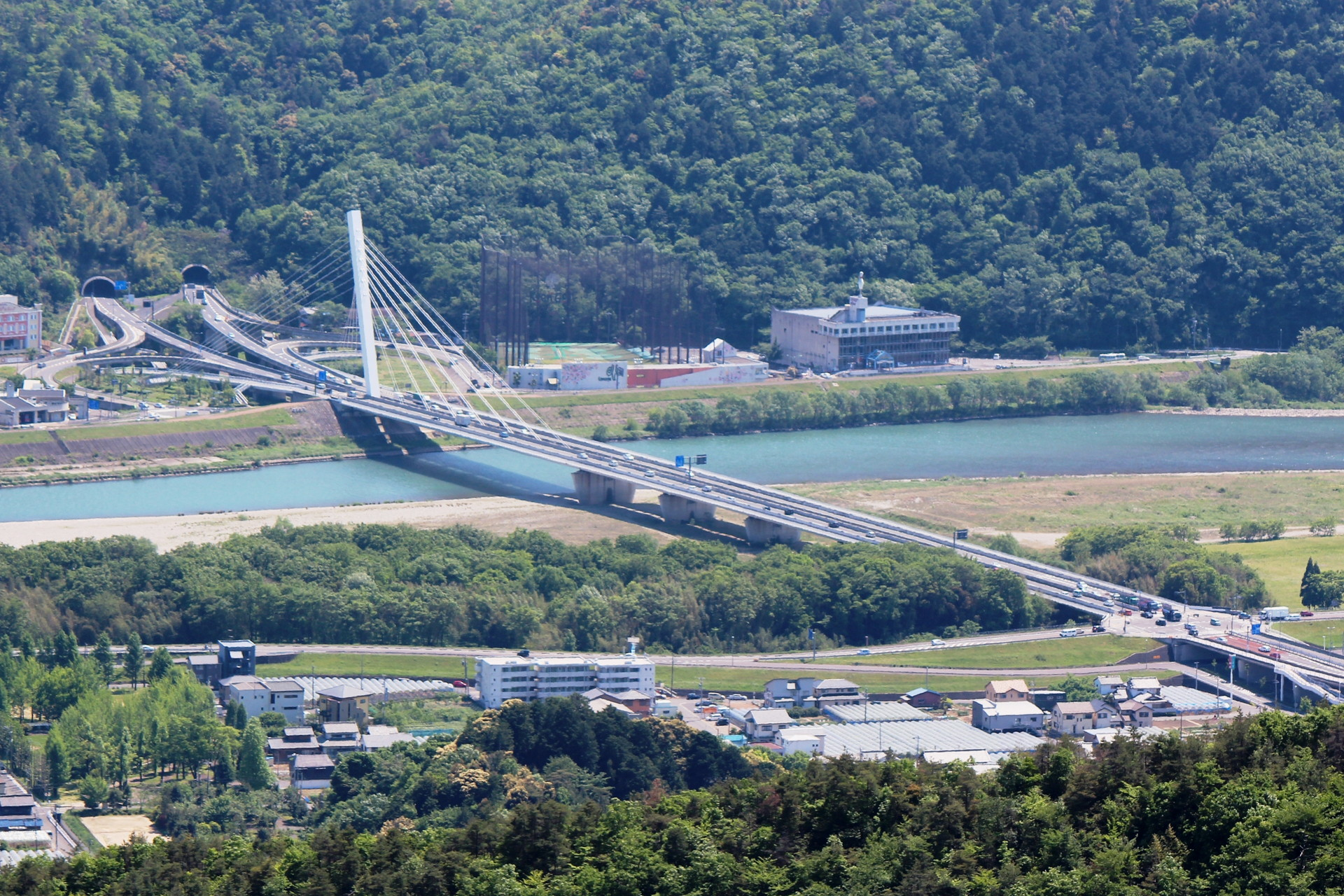
百々ヶ峰方面より

## アクセス
- 東海北陸自動車道 「岐阜各務原IC」より車で約20分